# Logitech
Logitech International S.A., ou simplesmente Logitech, com sede corporativa em Lausanne, Suíça, é uma empresa do Grupo Logitech, e um dos líderes no mercado de periféricos. A empresa produz periféricos para PC, videogames, telefone móvel e dispositivos de som portátil.
A sede administrativa da Logitech está localizada em Newark, Califórnia, no Vale do Silício, mantendo também filiais pela Europa, Ásia e Américas.
O seu departamento de vendas e marketing é organizado em cinco áreas: Américas (América do Norte, América do Sul e Austrália), Europa, Médio oriente, África e Ásia.

## Nomes da marca

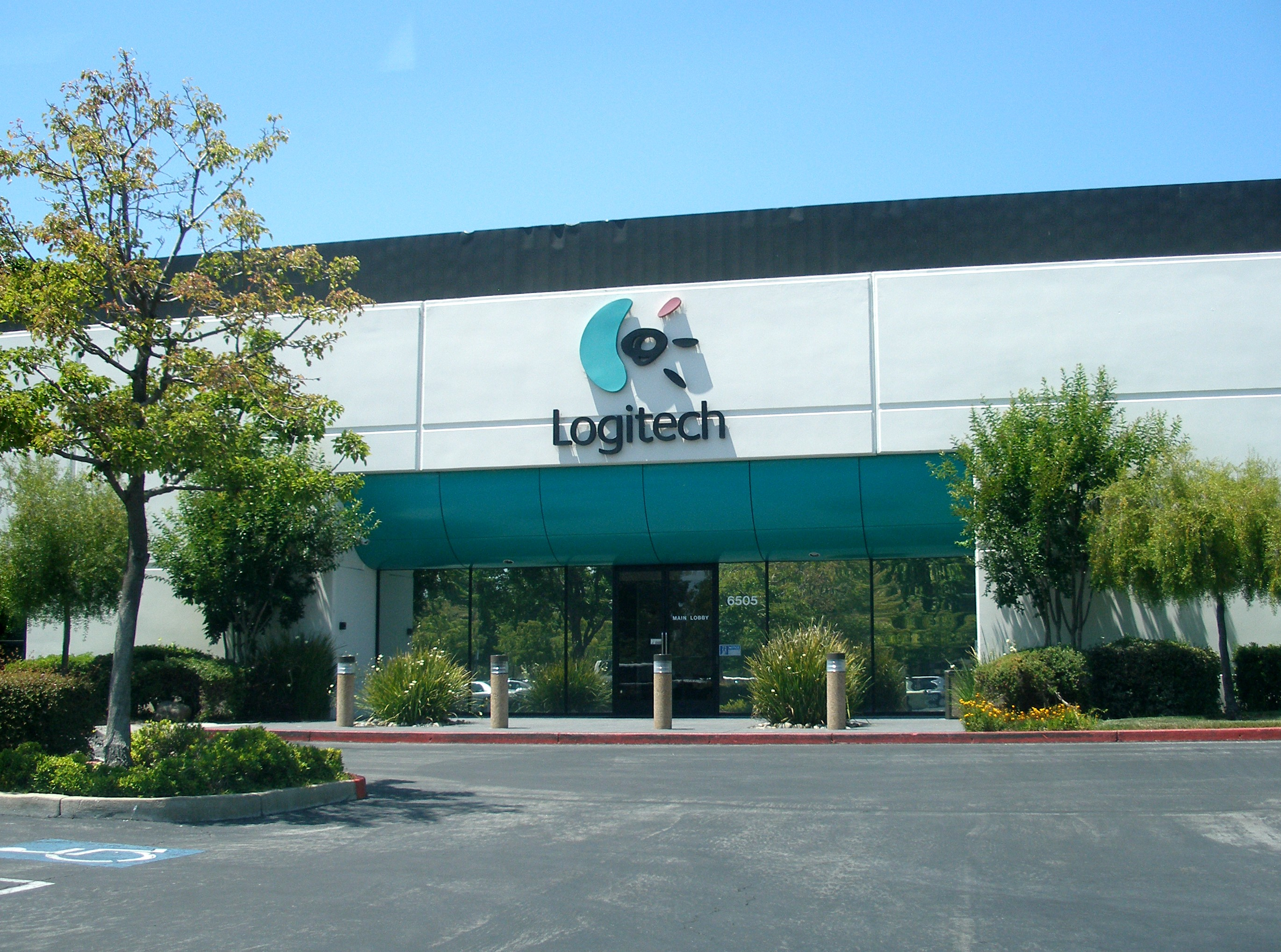
Quartel general da empresa nos Estados Unidos

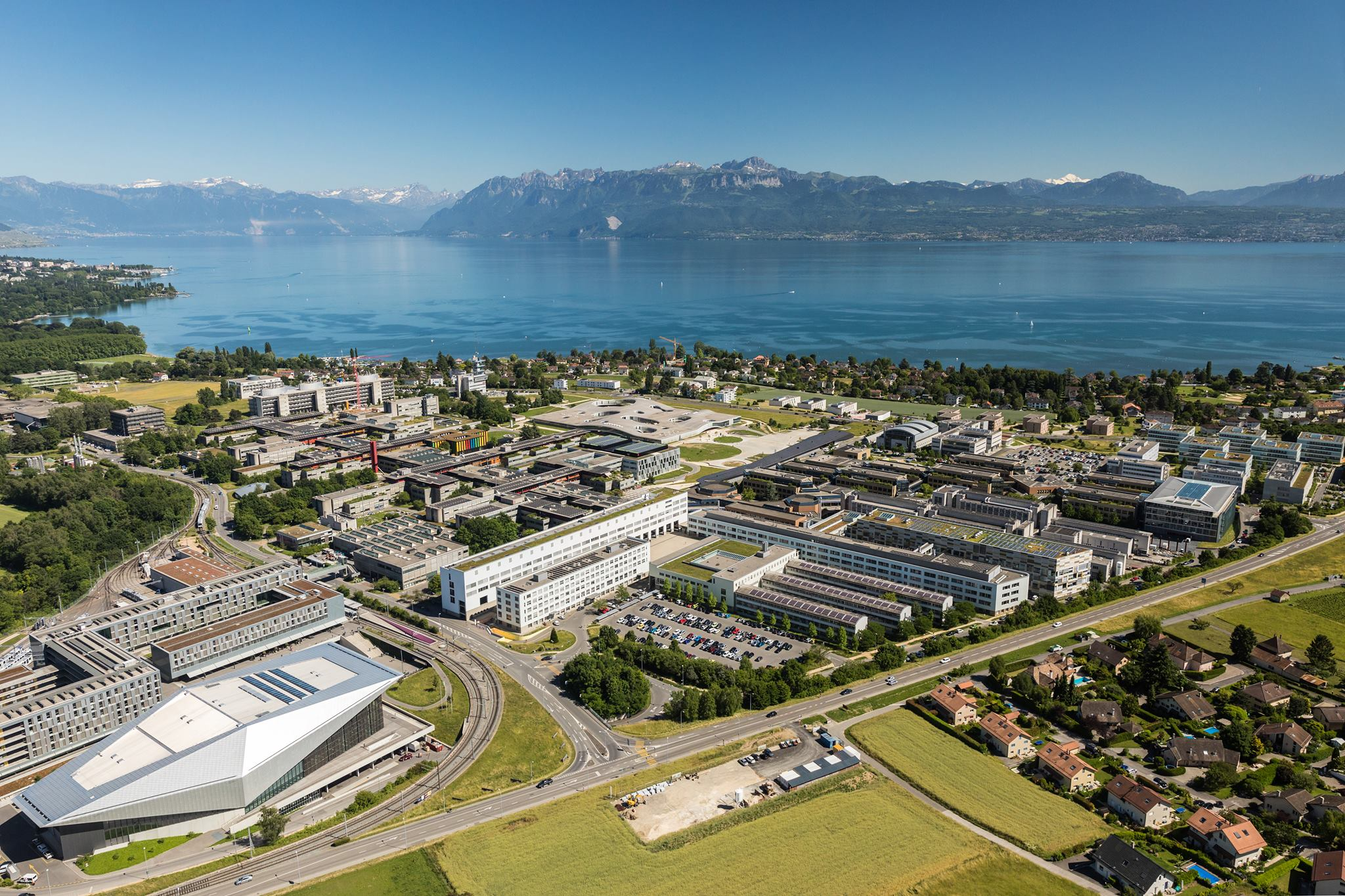
Sede da Logitech na Suíça

No mercado japonês, a Logitech usa o nome Logicool, pois uma empresa de nome Logitec, que também trabalha no ramo da informática, já existia no país desde 1982.
No Reino Unido, o nome adaptado é Logi (UK) Ltd, pois uma empresa, sediada em Glasgow, Escócia, do ramo da maquinaria de corte, lapidação e polimento já usava o nome Logitech.
No Canadá, apesar de já existir uma empresa com o mesmo nome desde 1988, Logitech Electronics, do grupo InterTAN Canada Lts., a empresa usa o seu próprio nome sem conflitos.

## Produção

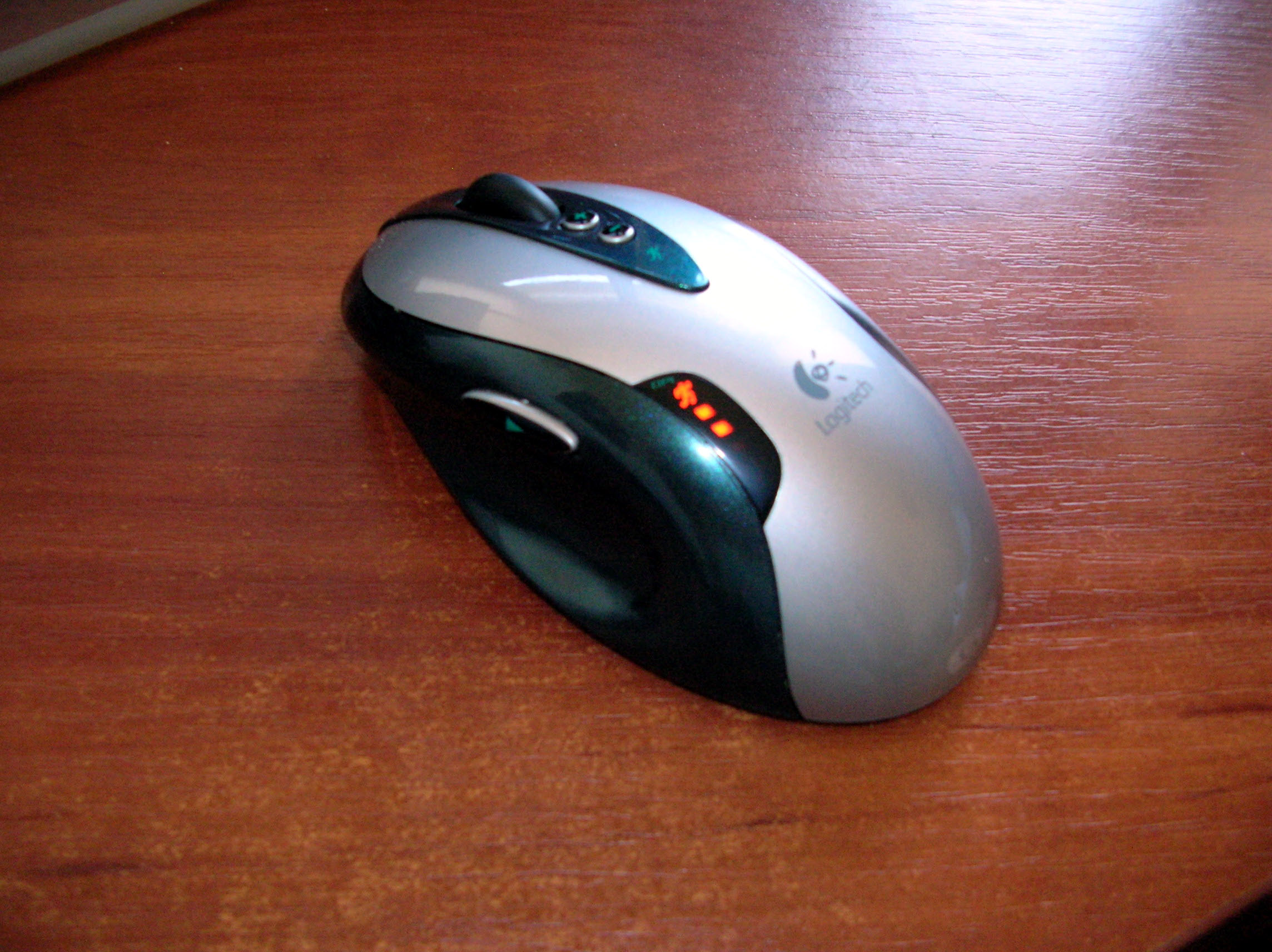
Um mouse wireless produzido pela Logitech.

O microfones são fabricados em Le Lieu, Suíça pela empresa Dubois Depraz S.A.
A gama restante de produtos é produzida em fábricas localizadas nos Estados Unidos, Taiwan, Irlanda e China. Em 2005, o principal país produtor para a empresa era a China que produzia aproximadamente metade dos seus produtos.

### Produtos

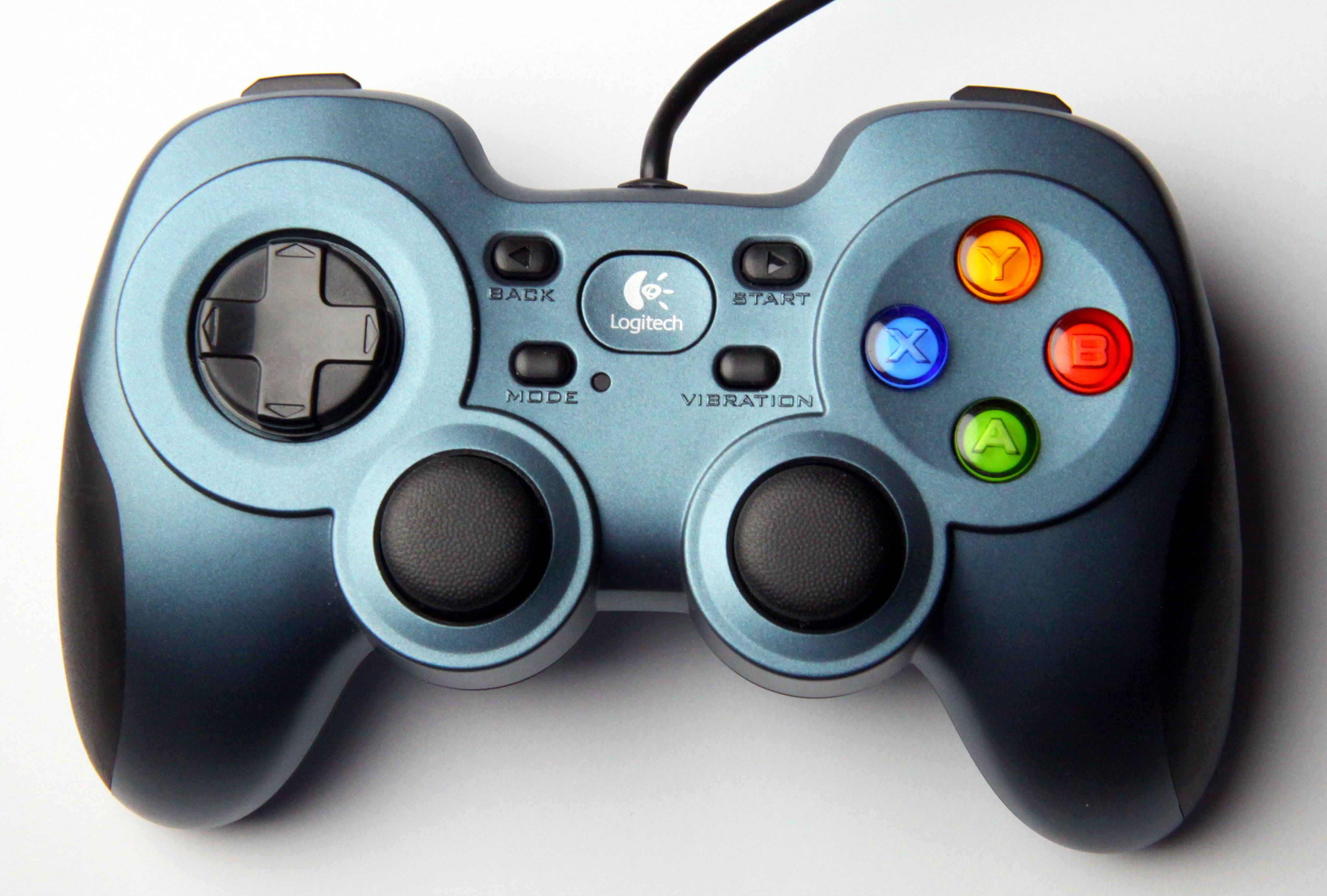
Gamepad da Logitech.

- Teclados, ratos/mouse e trackballs (com fio, wireless ou Bluetooth).
- Webcams
- Joysticks
- Altifalantes/Alto-falantes (2.0 e 2.1 estéreo e sistema 7.1 Surround Sound)
- Dispositivos de jogos para PC & Mac, Xbox e PS2
- Auscultadores/Fones-de-ouvido com/sem microfone ou fio
- Acessórios para iPod, MP3 player e telefones móveis
- Controlos remoto/Controles Remoto